# 앤드리아 바버
앤드리아 바버(Andrea Barber, 1976년 7월 3일 ~ )는 미국의 배우이다.

## 출연 작품
- 풀러 하우스 시즌1 (2016)
- 스케이트보드 키드 2 (1995)
- 할머니네로 우리는 간다 (1992)
- 풀 하우스 (1987)
- 할아버지는 멋쟁이 (1986)
- 우리 생애 나날들 (1965)